# GRAPES-3

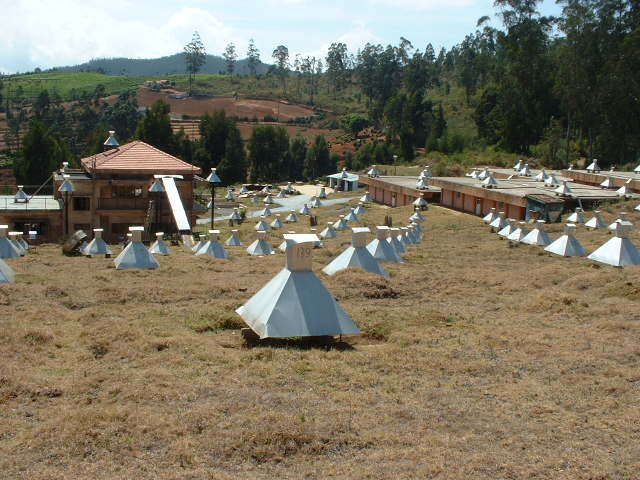
Вид на масив детекторів з іншого боку

GRAPES-3 (англ. Gamma Ray Astronomy PeV EnergieS phase-3, гамма-астрономія на петаелектронвольтних енергіях, фаза 3) — обсерваторія космічних променів, розташована в Уті в Індії. Був заснований як результат співпраці індійського Інституту фундаментальних досліджень Тата та японського Міського університету Осаки, а з часом до проєкту також приєднався японський Нагойський жіночий університет.

## Задачі
GRAPES-3 призначений для дослідження космічних променів за допомогою масиву детекторів атмосферних злив і мюонного детектора великої площі. Він спрямований на дослідження прискорення космічних променів у наступних чотирьох астрофізичних умовах: до енергій (i) ~100 МеВ в атмосферних електричних полях завдяки мюонам, (ii) ~10 ГеВ у Сонячній системі завдяки мюонам, (iii) ~1 ПеВ у нашій Галактиці, (iv) ~100 ЕеВ у ближнього Всесвіту шляхом вимірювання дифузного потоку гамма-променів.

## Обладнання
Спостереження почалися з 217 пластикових сцинтиляторів і мюонного детектора площею 560 м2 у 2000 році. Сцинтилятори виявляють заряджені частинки, що містяться в широких атмосферних зливах, утворених взаємодією космічних променів високих енергій з атмосферою. Тепер масив містить ~400 сцинтиляторів, розташованих на площі 25 000 м2. Енергетичний поріг мюонних детекторів становить 1 ГеВ.